# Condado de Győr-Moson-Sopron
Győr-Moson-Sopron es un condado administrativo (en húngaro: vármegye) situado al noroeste de Hungría. Limita con Eslovaquia, Austria y los condados de Komárom-Esztergom, Veszprém y Vas. La capital es Győr.

## Subdivisiones
Se divide en siete distritos:
- Distrito de Csorna (capital: Csorna)
- Distrito de Győr (capital: Győr)
- Distrito de Kapuvár (capital: Kapuvár)
- Distrito de Mosonmagyaróvár (capital: Mosonmagyaróvár)
- Distrito de Pannonhalma (capital: Pannonhalma)
- Distrito de Sopron (capital: Sopron)
- Distrito de Tét (capital: Tét)

## Estructura regional

### Condados urbanos
- Győr
- Sopron

### Poblaciones principales
Ordenados según el censo de población del 2001:
- Mosonmagyaróvár (30 424 hab.)
- Csorna (10 848 hab.)
- Kapuvár (10 684 hab.)
- Jánossomorja (5998 hab.)
- Tét (4113 hab.)
- Pannonhalma (4098 hab.)
- Fertőd (3403 hab.)